# Бардини
Бардини (пол. Bardyny, нім. Baarden) — село в Польщі, у гміні Вільчента Браневського повіту Вармінсько-Мазурського воєводства.
Населення — 119 осіб (2011).
У 1975-1998 роках село належало до Ельблонзького воєводства.

## Демографія
Демографічна структура станом на 31 березня 2011 року:
|          | Загалом | Допрацездатний вік | Працездатний вік | Постпрацездатний вік |
| -------- | ------- | ------------------ | ---------------- | -------------------- |
| Чоловіки | 62      | 12                 | 44               | 6                    |
| Жінки    | 57      | 11                 | 33               | 13                   |
| Разом    | 119     | 23                 | 77               | 19                   |